# Han Wenwen
Han Wenwen (chinesisch 韓雯雯, Pinyin Hán Wénwén; * 24. August 1995 in Xi’an, Volksrepublik China) ist eine chinesische Schauspielerin, Geigerin und Tänzerin.

## Leben
Han wurde bekannt durch ihre Rolle der Mei Ying in Karate Kid von 2010, dem Remake des Films von 1984. In diesem Film brachte sie auch ihr Talent als Geigerin und Tänzerin ein.
Han spricht fließend Englisch und Chinesisch.

## Filmografie
- 2007: Zhong guo xiong di lian (Fernsehserie)
- 2010: Karate Kid
- 2018: Ink & Rain
- 2020: Hai mei ai gou (Fernsehserie)